# Porter (banda)
Porter es una banda de rock mexicana que se formó en Guadalajara, Jalisco, en 2004. Actualmente está integrada por David Velasco (voz), Fernando de la Huerta (guitarra), Víctor Valverde (guitarra y teclados) y Diego Rangel (bajo, programación y sintetizadores).   
En sus primeros cuatro años en activo lanzaron un EP y un álbum. La banda se separó temporalmente desde octubre de 2008 hasta el anuncio de su regreso el 4 de diciembre del 2012, junto con el cartel oficial del Festival Vive Latino 2013. 
En 2013 lanzaron un nuevo sencillo llamado "Palapa" y anunciaron para 2014 el lanzamiento de su nuevo disco de larga duración llamado Moctezuma, así como el cambio del vocalista principal Juan Son por David Velasco.
Algunas de sus canciones más reconocidas son: Pájaros, Huitzil, Cuervos, Vaquero Galáctico, La China, Daphne, Cuxillo, Himno Eterno, Xoloitzcuintle Chicloso, Host of a Ghost, Espiral, Rincón Yucateco, ¿Qué es el amor?, Murciélago y Para Ya.
Es considerada una de las bandas mexicanas más importantes de la primera década del 2000, junto a Zoé, Pxndx, Hello Seahorse! y División Minúscula.

## Integrantes
- David Velasco - Voz - (2013-presente)

- Fernando de la Huerta "Medusa" - Guitarra - (2001-presente)

- Víctor Valverde "Villor" - Guitarra y teclados - (2001-presente)

- Diego Rangel "Bacter" -  Bajo, programación, sintetizadores - (2004-presente)

### Miembros de apoyo
- Luís Mejía - Batería - (2016-2019)

- Sergio Méndez - Batería - (2019-presente)

### Exintegrantes
- Saúl Figueroa - Bajo - (2001-2004)
- Juan Son - Voz - (2004-2013)
- Juan Pablo Vázquez "Chata"- Batería - (2001-2016)

## Historia

### Origen

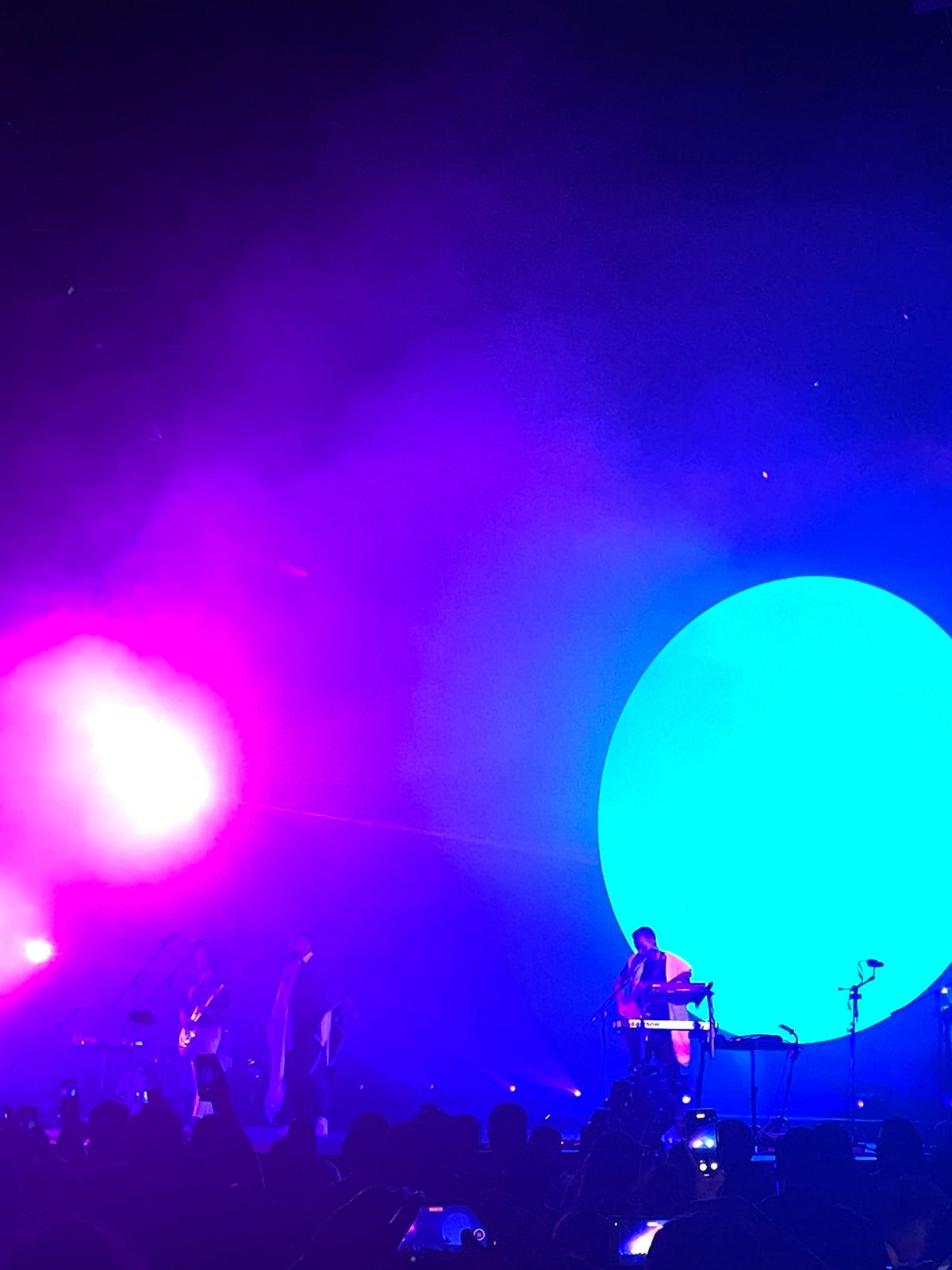
Porter en concierto en Ciudad de México, 2023

El grupo tuvo su primer antecedente en 2001, donde se conformó como una banda instrumental bajo el nombre inicial de DEMULLET. La banda cambiaría su nombre más tarde al de Porter, nombre sacado de la estación del mismo nombre en Boston. Integrada en un inicio por Víctor Valverde, Fernando de la Huerta, Juan Pablo Vázquez y Saúl Figueroa. Más tarde Saúl les presentaría a Juan Carlos Pereda, quien se unió a la agrupación para formar el quinteto en mayo del 2004. Luego de algunos ajustes en la agrupación, Saúl fue a estudiar a otro país y en su lugar entró Diego Rangel.
Los miembros del grupo eran conocidos por apodos, Fernando de la Huerta era llamado "Águila", Diego Rangel era nombrado igualmente como "Bacter", Juan Carlos Pereda era llamado "Mussgo" debido a su cabello poco moldeable, más tarde se haría llamar Juan Son, Juan Pablo Vázquez era llamado "Chata" y a Victor Valverde le decían "Villor". 

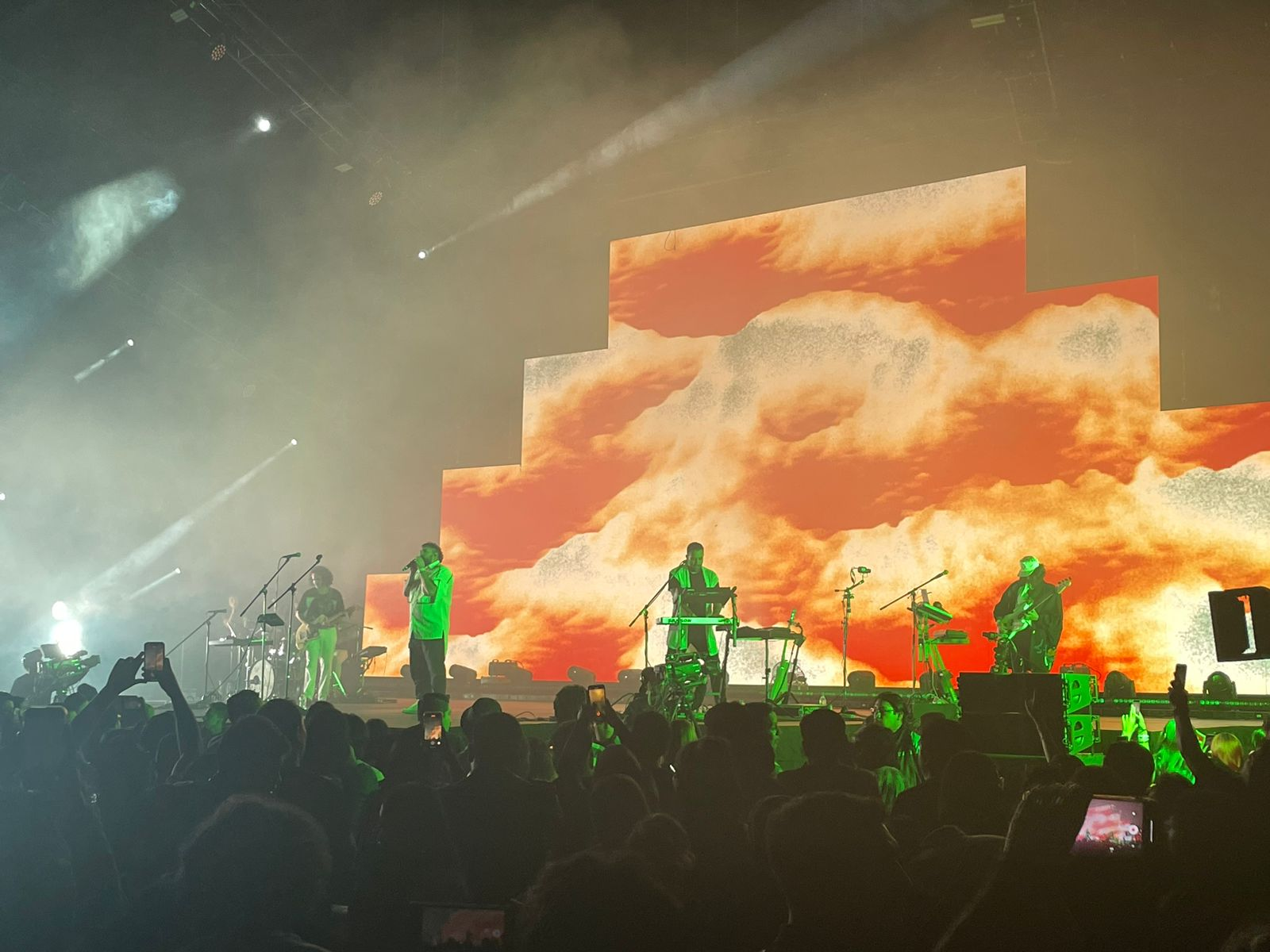
Porter en concierto en Ciudad de México, 2023

La primera aparición del grupo fue en 2004, cuando llegaron a la disquera 3.er piso records para grabar la canción "No te Encuentro" y con ella participar en el concurso “O-Music México-Colombia”, siendo seleccionada de más de entre 1000 grupos para la semifinal. Aunque "No te Encuentro" tenía influencias en Radiohead, el concurso los eligió porque era una propuesta que no se parecía a nada. La final del concurso se llevó a cabo en el Auditorio Nacional de la Ciudad de México, donde resultaron ganadores.
Más tarde regresaron a 3.er Piso Records para terminar de componer las canciones de su primer disco. Aunque la banda ya llevaba tiempo de estar tocando y tenían listas las canciones que incluirían en su primer disco, les faltaba terreno. Así que Fernando de la Huerta, guitarrista de la banda que entonces trabajaba en una compañía de audio, intentó colarse en el backstage en un concierto de Café Tacvba para darles una copia casera del disco con su número pintado con plumón. Finalmente, el disco llegó a manos de Joselo Rangel, quien lo llevó a Reactor 105, estación de radio de la Ciudad de México.

### Donde los Ponys Pastan
En 2004 lanzaron su primer disco, el EP Donde los Ponys Pastan, fue también durante este tiempo que se filmó el primer video del grupo, sobre el tema "Espiral", producido por Karma Films.
Pronto el sencillo "Espiral" se convirtió en masivo y en el mes de marzo del 2005, después de que se convirtiera en el sencillo de rock nacional más pedido por la audiencia en el primer trimestre del año, Porter es invitado a participar en el festival Nu-Tone en el Hard Rock Live DF, a lado de Zoé, She’s a Tease y Bengala. En el mismo año, la agrupación participó en el festival Manifest 2005, organizado por la revista Sonika. El 16 de abril de 2005 Porter provoca una desbandada de 30,000 personas en el escenario azul del festival Vive Latino 2005, convirtiéndose en la revelación del festival, en donde presentaron algunas de sus maquetas como Paquidermo. Un mes más tarde, en mayo de 2005, la agrupación tuvo su primer concierto como banda principal en la Ciudad de México, presentándose de nueva cuenta en el Hard Rock Live DF, junto con las bandas capitalinas Austin TV y Phono. Más tarde sus presentaciones en el Salón 21 y Bulldog Café dan a la banda un lugar en la escena roquera del país.
Durante las presentaciones en vivo, Juan se caracterizaba por usar un vestuario considerado extravagante, que él aseguraba estaba inspirado en Michel Gondry, además de modificar en muchas ocasiones las letras de sus canciones, las cuales abordaban temas surrealistas y fantásticos, mientras su sonido se clasificaba como "experimental". Algunas de sus canciones fueron escritas totalmente en inglés.
Más tarde la banda se presentó el 6 de octubre de 2005 como grupo telonero de Zoé en el Teatro Metropólitan de la Ciudad de México y en el Corona Music Fest, realizado en el Estadio Azteca el 3 de diciembre del 2005, donde compartieron escenario con Incubus, The Stills, Jumbo, La Lupita, Los Dynamite, Austin TV y Los Látigos. 
En 2006 se presentaron en el escenario Verde del festival Vive Latino y más tarde grabaron el video de la canción Daphne, producido y dirigido por Sofía Garza de Espina Blanca Productions. El 31 de agosto de ese mismo año fueron los teloneros de la agrupación estadounidense The Strokes, en su concierto en la arena VFG, en Guadalajara, y en diciembre de 2006 se presentaron en la final del Rockampeonato en el Palacio de los Deportes, junto a bandas como: Los Odio!, Chikita Violenta, Los Dynamite y Chetes.
En enero del 2007 se presentaron en Rock en Exa en la Plaza de Toros México, a lado de Los Dynamite, Bengala, Instituto Mexicano del Sonido, Los Bunkers, División Minúscula, entre otros. El 10 de marzo de ese año, fueron teloneros de los Red Hot Chili Peppers, junto con Modest Mouse, en el Foro Sol.  Unos días más tarde, el 12 de marzo, con una base de fanes definida y en crecimiento se presentaron para el aniversario del programa In-d en el Polyforum Cultural Siqueiros junto a Bengala, Los Dynamite y Chikita Violenta.
También se presentaron en la 2.ª edición de Rockarga, festival musical realizado en Teotihuacán el 25 de marzo de 2007, junto bandas como: The Cosmetics, Chetes, Ely Guerra, La Gusana Ciega, Bengala, División Minúscula, Volován, Hello Seahorse!, Kinky y Los Bunkers. La banda ya llevaba tiempo de estar promocionando sus canciones nuevas como "Vaquero Galáctico", parte de la banda sonora de la película "Un Mundo Maravilloso".

### Atemahawke
En mayo del 2007 presentaron su nuevo disco "Atemahawke" en el escenario Rojo del Vive Latino, ante 40 mil personas. El disco constaba de 11 canciones que se entrelazan entre sí, con un artwork directamente relacionado con la lírica, creado por Mussgo y su hermano. El nombre se debe al pueblo Atemajac de Brizuela, lugar donde fue grabado el álbum. El hecho que el disco tuviera el formato de historieta/cuento hacía que fuera comparado con el disco de Enjambre: "Consuelo en Domingo". El video del primer sencillo del álbum: "Host of a Ghost", seguía explorando el concepto bizarro del disco; fue dirigido por Mussgo, con la asesoría y producción de Sofía Garza.
Durante este tiempo, el grupo lanzó un disco en vivo como parte promocional de su último material, llamado "Porter: En Vivo". El álbum contó con 11 canciones que eran: "Este Cosmos", "Vaquero Galáctico", "Daphne", "No te Encuentro", "Girl", "Host of a Ghost", "Cuevos", "Hansel y Gretel", "Espiral", "Bipolar" y "Xoloitzcuintle Chicloso". El disco fue vendido únicamente en el Tianguis Cultural del Chopo. El grupo tuvo cuatro videos en total durante su primera etapa: "Espiral", "Daphne" y "Host of a Ghost", "Vaquero Galáctico". Este último jamás salió a la luz, aunque años después fue filtrado. Los tres anteriores fueron reproducidos en canales musicales de televisión y sus canciones en la radio mexicana.[cita requerida]

### Separación
Para el 2008, los integrantes de la banda comenzaron a tener problemas entre ellos. Fuentes sugieren que el malestar mayor provenía de Juan Carlos (Mussgo), quien estaba inconforme con el sonido rock al que sus compañeros querían llegar y porque no tomaban en serio sus ideas. Finalmente, la banda tuvo su última presentación en el festival Coachella 2008 junto a Austin TV, Roger Waters, Portishead, Aphex Twin, The Breeders, MGMT, The Verve, Justice y Café Tacvba, la banda tocó éxitos como "Bipolar", "Girl", "Espiral" y "Hansel y Gretel", también contaron con la participación de Natalia Lafourcade en "Host of a Ghost".
Después de su separación, varios miembros siguieron en la música con sus propios proyectos, como es el caso de Juan Carlos, que creó Juan Son y AEIOU; Diego "Bacter", siguió creando música electrónica; Víctor "Villor" destinó todo su tiempo a su despacho de arquitectura y Fernando "Medusa" hizo una banda de rock experimental llamada Vansen Tiger.
Además Fernando creó una banda alterna llamada CASTRO, junto a La Chata y miembros de Sussie 4. Víctor realizó un proyecto de rock y música electrónica llamado CONTRA y Diego se dedicó a su carrera solista y posteriormente a Holger.[cita requerida]

### Reencuentro
Aproximadamente cuatro años después de su pausa temporal, el 4 de diciembre de 2012, durante el anuncio del cartel del festival Vive Latino 2013, se anunció que Porter se reuniría para presentarse en dicho festival (como anteriormente había pasado con Caifanes, en el 2011, y posteriormente pasaría con Zurdok, en el 2014).
La banda volvió anunciando que estaban trabajando en dos canciones: una de la autoría de Juan Carlos y la otra de Fernando de la Huerta. En marzo de 2013 decidieron lanzar como sencillo la canción de Juan Carlos, Kiosko, una suave balada del estilo de "Girl", donde narra la historia de una pareja de jóvenes que se enamoraron en un quiosco; la letra de la canción había estado circulando en internet pero solo se rumoreaba que era una canción de Juan Carlos y su música era más áspera con flautas y la letra era más oscura, mientras que la versión final es más tranquila con toques de armónica y teclado en el fondo, haciendo un ambiente más romántico.
Su presentación en el Vive Latino 2013 consistió de pantallas con visuales, creados por Tupac Mártir, antiguo iluminador de Porter, Austin TV, El Festival Coachella, Elton John, creador de Nierka y diseñador de la Fifa. Kenji Ikenaga, fotógrafo, director de fotografía de la película I Hate Love, coproductor de los videos de Zoe y director de algunos videos de Austin TV y la diseñadora Fabiola Ruiz Ortega, quienes se adaptaron al setlist para desarrollar un concepto y crearlo con elementos como limpia pipas, maquetas, estambre, acrílico y un poco de photoshop. La banda se mantuvo mayormente a oscuras, sin mostrarse libremente iluminados, pero contaron con un disfraz uniforme que llevó toda la banda, disfraz creado por la novia de Bacter, que daba una ilusión cósmica, además de un poco de maquillaje. El setlist, que a muchos puso felices, consistió de: "Vaquero Galáctico", "Girl", "Kiosko", "Daphne", "Host of a Ghost", "Cuervos", "No te Encuentro", "Hansel y Gretel", "Bipolar" y "Espiral", aunque por falta de tiempo no pudieron tocar "Xoloitzcuintle Chicloso", canción que cerraba el concepto de los visuales.[cita requerida]

### Cambio de vocalista
Entre mayo y abril de 2013, corrieron fuertes rumores de que Juan Carlos saldría del grupo definitivamente, noticia que fue confirmada por un comunicado de Facebook de la banda en julio del mismo año, dejando a Porter sin vocalista:
«Por medio del presente comunicado queremos informarles que Juan Carlos no participará con Porter durante un tiempo indefinido. Duramos 5 años esperando coincidir en tiempo y espacio, pero hoy sólo somos cuatro en el camino. Estamos componiendo nueva música que en septiembre les compartiremos. Pronto anunciaremos nuevas fechas. Agradecemos siempre el apoyo incondicional. Porter para siempre. Atentamente: Bacter, Villor, Chata y Fer»
El 16 de agosto de 2013 anunciaron formalmente en un programa de radio, que su nuevo vocalista sería David Velasco, cantautor originario de Guadalajara.

### Moctezuma
Con David Velasco como nuevo vocalista, en noviembre de 2013, lanzan el sencillo "Palapa" y anuncian que su siguiente disco "Moctezuma" vería la luz en 2014.La banda afirmó  que el disco fue inspirado en algunos viajes que se dieron desde meses antes de la reunión del Vive Latino 13, donde los paisajes del país inspiraron la creación de un álbum que hiciera honor a México y lo que alguna vez fue, incluyendo su idea del país. El disco también fue presentado el 18 de agosto del 2014, durante la semana de las juventudes en el Zócalo Capitalino.
El álbum con un colibrí en la portada está inspirado en la historia prehispánica de Méxicoy orientado hacia lo místico, buscando que tenga relación con los antepasados, pero sin emular los sonidos prehispánicos.En palabras de la banda el álbum es una transición, entre sus inicios y la visión que tienen para la banda, conectado pasado y futuro.
Dentro del disco, "Murciélago" se presenta como introducción a la historia y habla sobre la colonización de América y la visión de los indios. La segunda canción, llamada "M Bosque”, continúa con melodías que cuentan la historia de Aztlán, una isla de donde partieron los mexicas por designio de su dios Huitzilopochtli para encontrar el sitio donde fundar Tenochtitlán. "Huitzil" habla sobre abrir los ojos y la fuerza de voluntad."La China" narra la llegada de los mexicas a Tenochtitlan. "Rincón Yucateco" habla del valor espiritual que los mayas veían en las cosas y el valor monetario que los españoles buscaban y sobre la reacción española a los sacrificios humanos. "Hurancancún" y "Tzunami" reflejan dolor y mitos, finalmente "Palapa" cierra el disco y nos cuenta la actitud de los mexicas a la naturaleza y una muestra de optimismo frente a cualquier problema, a la par Villor cuenta que la canción habla de un hombre que está sentado en una palapa abandonada y narra lo que mira.
En 2015 la banda fue de gira por México y otros países como Costa Rica, Chile y Colombia, para hacer llegar "Moctezuma" a la mayor cantidad de rincones posibles. El 13 de junio, Porter visitó junto a Siddhartha las ciudades de Mexicali y Tijuana. En el mes de junio, la agrupación se aventura a su segunda gira por los Estados Unidos, siendo la primera vez que viajan con David Velasco, presentándose en sitios como Los Ángeles, San Francisco, Chicago y Nueva York. El 5 de septiembre del 2015 se presentaron en el Lunario del Auditorio Nacional.

### Las batallas
En mayo de 2019, 5 años después de su producción anterior, lanzaron por completo el álbum titulado Las Batallas. Según una entrevista con la banda, es como “un regreso a los 90s, metabolizar la política y dejar de creer en promesas (...) un circuito de recuerdos para componerse del hartazgo social”. Este tono surge debido a que en México, en 2018, hubo elecciones presidenciales y de otros cargos políticos de alto nivel.Víctor Valverde, guitarrista y tecladista, explica: “siempre nos gusta tener mensajes encriptados en las canciones; hablar de un tema que puede ser muy duro o muy tajante y vestirlo desde otra perspectiva y que, la gente acorde a su nivel de conocimiento o consciencia, le de la interpretación que gusten".
En la portada del disco, se observan, formando parte de un todo, los distintos logos que le asignaron a cada canción. Fue elaborada por un ilustrador de Guadalajara llamado Iñigo. 
Después del lanzamiento de Las Batallas, debido a la pandemia de COVID-19, la banda tuvo que suspender la gira promocional del disco, tiempo que utilizaron para escribir otras composiciones. Después de un año en pausa de los escenarios y haber realizado un concierto virtual, lanzaron Sonámbulo como primer sencillo de su siguiente etapa discográfica. La banda declaró que “es una canción de amor ‘pandémico’, una realidad sesgada por una serie de protocolos que nos deshumaniza y nos convierte en estadística, dejamos de ser personas para convertirnos en números”. El videoclip fue dirigido por Fernando Cattori.

### Estilo musical
Durante mucho tiempo la banda fue comparada con el grupo estadounidense MGMT por su modo de estar en el escenario y su música experimental. El sonido de la banda es una mezcla de sonidos y ritmos electrónicos y acústicos, guitarras distorsionadas, muestras de sonido, muchos sintetizadores y una voz de tenor.[cita requerida] Las canciones de la banda se caracterizan por ritmos con tempo bajo o medio y el uso de elementos típicos del rock psicodélico.
El grupo ha citado tener influencias de bandas como Air, Sigur Rós, Mogwai, My Bloody Valentine, Bauhaus, Caifanes, Zurdok, Röyksopp, Café Tacvba, Fobia, Enya, Bjork, Radiohead, Chac Mool,  The Cure,Mecano, Juan Son

## Controversias
En 2024, a través de las plataformas de redes sociales X y TikTok, Juan Son, hizo saber su inconformidad con los miembros, incluido David Velasco, todo esto porque durante años lo han hecho ver como una persona no confiable.[cita requerida] Aunado a esto, Diego Rangel afirmó que Juan Son nunca llegó con una canción, que ellos las creaban y se las daban, lo cual, en palabras de Juan Son es mentira, ya que afirma haber escrito todas las canciones de Porter.[cita requerida]
Juan Carlos Pereda Velasco mencionó que si la situación continua o escala, les prohibirá tocar sus creaciones. Afirmó que tiene como demostrar que es dueño de las mismas, puesto que todo lo registró en el Instituto Nacional del Derecho de Autor.[cita requerida]
Además del conflicto por las canciones, en 2008, Juan Son registró el nombre de la banda en el IMPI. Sin embargo, después de su salida les permitió continuar usando el nombre.[cita requerida]

## Discografía

### Álbumes de estudio
- 2004: "Donde los Ponys Pastan"
- 2007: "Atemahawke"
- 2014: "Moctezuma"
- 2019: "Las Batallas"
- 2022: "La Historia sin fin"

### EPs
- 2018: "Las Batallas Del Tiempo"

### Sencillos
Donde Los Ponys Pastan (EP) (2005)
- "Espiral"
- "Daphne"

Atemahawke (2007)
- "Host of a Ghost"
- "Vaquero Galáctico"
- "Cuervos"
- "Xoloitzcuintle Chicloso"

Moctezuma (2014)
- "Palapa"
- "Murciélago"
- "Huitzil"
- "Rincón Yucateco"
- "La China"

Las Batallas (2019)
- "Bandera"
- "¿Qué es el Amor?"
- "Pájaros"
- "Hombre Máquina"
- "Arcade"

La Historia Sin Fin (2022)
- "Sonámbulo"
- "Sol@"
- "Ranchito"
- "Mamita Santa"
- "Cachito de Galaxia"

### Otros sencillos (no promocionados o no incluidos en álbumes)
"Paquidermo" (2005) 
"Palapa" (2013, como sencillo; 2014, incluido posteriormente en Moctezuma)
"Kiosko" (2013)
"Cuxillo" (2017)
"Dead" (2020)
"México Maxico" (dueto con Samanta Barron) (2023)
"Mundo Extraño" (2023)
"Respuesta Sensorial" (2023)